# Ittle Dew
Ittle Dew est un jeu d'action-aventure édité et développé par la compagnie suédoise Ludosity AB.

## Système de jeu
Ittle Dew est un jeu d'aventure et de puzzles en vue de dessus. Le joueur contrôle une jeune fille, Ittle, équipée au départ d'un bâton de bois. Au fur et à mesure du jeu, le joueur récupère jusqu'à trois objets dans les trois donjons du jeu : une épée de feu, qui remplace le bâton, un bâton pouvant geler les ennemis et les murs, et un bâton permettant de créer des blocs et de téléporter le joueur ou des ennemis. Il est possible de finir le jeu avec n'importe quelle paire d'objets, mais la plupart des joueurs récupèrent les trois objets dans leur première partie, car finir le jeu avec deux objets demande de résoudre des énigmes plus difficiles.

## Scénario
Ittle, une jeune fille, et Tippsie, un petit renard volant magique, s'échouent sur une île. Très vite, les deux personnages rencontrent un marchand, Itan Carver, prêt à leur construire un radeau en échange d'un artefact caché dans le château de l'île. Au fil du jeu, ce marchand leur vendra différents objets permettant de progresser dans le château, jusqu'à ce que les personnages arrivent dans la salle du dernier boss, qui se révèle être le marchand lui-même. L'île était en fait un terrain de jeu pour aventuriers construit par Itan Carver, comme un parc d'attractions. Les aventurières récupèrent finalement un radeau et quittent l'île.

## Développement
Une première version du jeu a été conçue par Joel Nyström et Daniel Remar pour leur thèse de doctorat en 2008.

## Accueil
Ittle Dew a été relativement bien accueilli par la presse spécialisée et plus spécialement pour les versions portables (iOS/Android) et la Wii U, les critiques des versions PC (Windows, OS X et Linux) étant plus mitigées. La moyenne compilée par le site Metacritic pour la version PC est de 67% alors qu'elle est de 80% pour les versions iOS et Wii U.
En ce qui a trait à la réalisation du jeu, le magazine Edge online souligne que si le jeu rappelle la série The Legend of Zelda, et plus particulièrement The Legend of Zelda: A Link to the Past, il s'agit plutôt d'une version édulcorée de cette célèbre série dont elle s'inspire en partie pour mieux la pasticher. En effet, seuls les éléments de logiques liés au « poussage de blocs » ont été retenus ce qui « peut être passablement lassant à exécuter ». Jeuxvideo.com qualifie positivement Ittle Dew comme étant « une longue suite de puzzles ».
Tous les critiques s'accordent pour encenser la direction artistique de Ittle Dew : le style coloré inspiré par les films d'animation ou The Legend of Zelda: The Wind Waker ainsi que l'humour des dialogues entre le personnage principal et son acolyte ailé,,,,. Ces mêmes critiques soulignent aussi cependant la courte durée du jeu.
La trame sonore a été relevée plutôt positivement par NintendoLife puisque les mélodies du jeu « donnent un sentiment de mélancolie et de nostalgie qui vous suivra longtemps après avoir posé la manette du jeu. » alors que, pour sa part, Nintendo World Report affirme que la musique « n'a rien d'extraordinaire ».